# Sylvain Auguste de Marseul
Sylvain Auguste de Marseul, född den 21 januari 1812 i Fougerolles-du-Plessis, död den 16 april 1890 i Paris, var en fransk entomolog. 
Marseul är bekant som författare till Catalogue des coléoptères d'Europe (1857–1867).